# خودکشی (مرد ارغوانی در حال پرش)
خودکشی (مرد ارغوانی در حال پرش) نقاشی چاپ سیلکی از اندی وارهول است که در سال ۱۹۶۳ کشیده شده‌است. این نقاشی اکنون در موزهٔ هنرهای معاصر تهران نگهداری می‌شود. به گفتهٔ تونی شفرازی ارزش آن ۷۰ میلیون دلار تخمین زده می‌شود.

## تاریخچه
در دههٔ ۱۹۷۰ میلادی، حکومت ایران برای آنکه چهره‌ای نوگرا از کشور ارائه کند، اقدام به خرید کارهای هنری به‌منظور گشایش یک موزهٔ هنر معاصر نمود. در آن زمان، اندی وارهول که جذب این ایده شده‌بود، اقدام به کشیدن چندین تابلو از محمدرضا و فرح پهلوی کرد.
خودکشی (مرد ارغوانی در حال پرش) توسط معامله‌گر آثار هنری، تونی شفرازی، برای موزهٔ هنرهای معاصر خریداری شد. به گفتهٔ شفرازی، این تابلو یکی از برجسته‌ترین کارهای وارهول است و ارزش آن در حدود ۷۰ میلیون دلار تخمین زده می‌شود.

## سبک
وارهول در خودکشی (مرد ارغوانی در حال پرش) از تکنیک چاپ سیلک بر روی بوم استفاده کرده‌است. دو ردیف تصویرِ این نقاشی، که توسط یک عکاسِ مستند تهیه شده‌بوده‌اند با جوهر مشکی بر زمینه‌ای ارغوانی چاپ شده‌اند.